# Alice's Orphan
Alice's Orphan é um curta-metragem de animação estadunidense de 1926, lançado como parte da série Alice Comedies.